# 2002-es labdarúgó-világbajnokság (keretek)
Az alábbiak a névsorok a 2002-es labdarúgó-világbajnokságra Dél Koreában és Japánban.

## A csoport

### Dánia
Szövetségi kapitány: Morten Olsen
| Szám | Poszt | Név                 | Születési dátum (Kor)         | Vál. | Klub              |
| ---- | ----- | ------------------- | ----------------------------- | ---- | ----------------- |
| 1    | K     | Thomas Sørensen     | 1976. június 12. (25 éves)    | 14   | Sunderland        |
| 2    | KP    | Stig Tøfting        | 1969. augusztus 14. (32 éves) | 36   | Bolton Wanderers  |
| 3    | V     | René Henriksen      | 1969. augusztus 27. (32 éves) | 39   | Panathinaikósz    |
| 4    | V     | Martin Laursen      | 1977. július 26. (24 éves)    | 15   | AC Milan          |
| 5    | V     | Jan Heintze         | 1963. augusztus 17. (38 éves) | 83   | PSV Eindhoven     |
| 6    | V     | Thomas Helveg       | 1971. június 24. (30 éves)    | 67   | Internazionale    |
| 7    | KP    | Thomas Gravesen     | 1976. március 11. (26 éves)   | 22   | Everton           |
| 8    | CS    | Jesper Grønkjær     | 1977. augusztus 12. (24 éves) | 25   | Chelsea           |
| 9    | CS    | Jon Dahl Tomasson   | 1976. augusztus 29. (25 éves) | 38   | Feyenoord         |
| 10   | CS    | Martin Jørgensen    | 1975. október 6. (26 éves)    | 32   | Udinese           |
| 11   | CS    | Ebbe Sand           | 1972. július 19. (29 éves)    | 44   | Schalke 04        |
| 12   | V     | Niclas Jensen       | 1974. augusztus 17. (27 éves) | 8    | Manchester City   |
| 13   | V     | Steven Lustü        | 1971. április 13. (31 éves)   | 4    | Lyn               |
| 14   | KP    | Claus Jensen        | 1977. április 29. (25 éves)   | 13   | Charlton Athletic |
| 15   | CS    | Jan Michaelsen      | 1970. november 28. (31 éves)  | 11   | Panathinaikósz    |
| 16   | K     | Peter Kjær          | 1965. november 5. (36 éves)   | 4    | Aberdeen          |
| 17   | KP    | Christian Poulsen   | 1980. február 28. (22 éves)   | 3    | FC København      |
| 18   | CS    | Peter Løvenkrands   | 1980. január 29. (22 éves)    | 4    | Rangers           |
| 19   | CS    | Dennis Rommedahl    | 1978. július 22. (23 éves)    | 19   | PSV Eindhoven     |
| 20   | V     | Kasper Bøgelund     | 1980. október 8. (21 éves)    | 2    | PSV Eindhoven     |
| 21   | CS    | Peter Madsen        | 1978. április 26. (24 éves)   | 4    | Brøndby           |
| 22   | K     | Jesper Christiansen | 1978. április 24. (24 éves)   | 0    | Vejle             |
| 23   | KP    | Brian Steen Nielsen | 1968. december 28. (33 éves)  | 65   | Malmö             |

### Franciaország
Szövetségi kapitány: Roger Lemerre
| Szám | Poszt | Név                  | Születési dátum (Kor)          | Vál. | Klub               |
| ---- | ----- | -------------------- | ------------------------------ | ---- | ------------------ |
| 1    | K     | Ulrich Ramé          | 1972. szeptember 19. (29 éves) | 11   | Girondins Bordeaux |
| 2    | V     | Vincent Candela      | 1973. október 24. (28 éves)    | 36   | AS Roma            |
| 3    | V     | Bixente Lizarazu     | 1969. december 9. (32 éves)    | 74   | Bayern München     |
| 4    | KP    | Patrick Vieira       | 1976. június 23. (25 éves)     | 52   | Arsenal            |
| 5    | V     | Philippe Christanval | 1978. augusztus 31. (23 éves)  | 4    | Barcelona          |
| 6    | KP    | Youri Djorkaeff      | 1968. március 9. (34 éves)     | 79   | Bolton Wanderers   |
| 7    | KP    | Claude Makélélé      | 1973. február 18. (29 éves)    | 14   | Real Madrid        |
| 8    | V     | Marcel Desailly      | 1968. szeptember 7. (33 éves)  | 93   | Chelsea            |
| 9    | CS    | Djibril Cissé        | 1981. augusztus 12. (20 éves)  | 1    | Auxerre            |
| 10   | KP    | Zinédine Zidane      | 1972. június 23. (29 éves)     | 73   | Real Madrid        |
| 11   | CS    | Sylvain Wiltord      | 1974. május 10. (28 éves)      | 38   | Arsenal            |
| 12   | CS    | Thierry Henry        | 1977. augusztus 17. (24 éves)  | 35   | Arsenal            |
| 13   | V     | Mikaël Silvestre     | 1977. augusztus 9. (24 éves)   | 10   | Manchester United  |
| 14   | KP    | Alain Boghossian     | 1970. október 27. (31 éves)    | 26   | Parma              |
| 15   | V     | Lilian Thuram        | 1972. január 1. (30 éves)      | 73   | Juventus           |
| 16   | K     | Fabien Barthez       | 1971. június 28. (30 éves)     | 47   | Manchester United  |
| 17   | KP    | Emmanuel Petit       | 1970. szeptember 22. (31 éves) | 57   | Chelsea            |
| 18   | V     | Frank Lebœuf         | 1968. január 22. (34 éves)     | 47   | Marseille          |
| 19   | V     | Willy Sagnol         | 1977. március 18. (25 éves)    | 9    | Bayern München     |
| 20   | CS    | David Trezeguet      | 1977. október 15. (24 éves)    | 36   | Juventus           |
| 21   | CS    | Christophe Dugarry   | 1972. március 24. (30 éves)    | 51   | Girondins Bordeaux |
| 22   | KP    | Johan Micoud         | 1973. július 24. (28 éves)     | 14   | Parma              |
| 23   | K     | Grégory Coupet       | 1972. december 31. (29 éves)   | 1    | Lyon               |

### Szenegál
Szövetségi kapitány:  Bruno Metsu
| Szám | Poszt | Név               | Születési dátum (Kor)          | Vál. | Klub                |
| ---- | ----- | ----------------- | ------------------------------ | ---- | ------------------- |
| 1    | K     | Tony Sylva        | 1975. május 17. (27 éves)      | 15   | AS Monaco           |
| 2    | V     | Omar Daf          | 1977. február 12. (25 éves)    | 31   | Sochaux             |
| 3    | KP    | Pape Sarr         | 1977. december 7. (24 éves)    | 22   | Lens                |
| 4    | V     | Papa Malick Diop  | 1974. december 29. (27 éves)   | 25   | Lorient             |
| 5    | V     | Alassane N'Dour   | 1981. december 12. (20 éves)   | 7    | Saint-Étienne       |
| 6    | V     | Aliou Cissé       | 1976. március 24. (26 éves)    | 20   | Montpellier         |
| 7    | CS    | Henri Camara      | 1977. május 10. (25 éves)      | 34   | Sedan               |
| 8    | CS    | Amara Traoré      | 1965. szeptember 25. (36 éves) | 12   | Gueugnon            |
| 9    | CS    | Souleymane Camara | 1982. december 22. (19 éves)   | 9    | AS Monaco           |
| 10   | KP    | Khalilou Fadiga   | 1974. december 30. (27 éves)   | 25   | Auxerre             |
| 11   | CS    | El Hadji Diouf    | 1981. január 15. (21 éves)     | 21   | Lens                |
| 12   | KP    | Amdy Faye         | 1977. március 12. (25 éves)    | 6    | Auxerre             |
| 13   | V     | Lamine Diatta     | 1975. július 2. (26 éves)      | 19   | Rennes              |
| 14   | KP    | Moussa N’Diaye    | 1979. február 20. (23 éves)    | 38   | Sedan               |
| 15   | KP    | Salif Diao        | 1977. február 10. (25 éves)    | 20   | Sedan               |
| 16   | K     | Omar Diallo       | 1972. szeptember 28. (29 éves) | 42   | Olympique Khouribga |
| 17   | V     | Ferdinand Coly    | 1973. szeptember 10. (28 éves) | 16   | Lens                |
| 18   | CS    | Pape Thiaw        | 1981. február 5. (21 éves)     | 13   | Strasbourg          |
| 19   | KP    | Papa Bouba Diop   | 1978. január 28. (24 éves)     | 12   | Lens                |
| 20   | KP    | Sylvain N’Diaye   | 1976. június 25. (25 éves)     | 6    | Lille               |
| 21   | V     | Habib Beye        | 1977. október 19. (24 éves)    | 6    | Strasbourg          |
| 22   | K     | Kalidou Cissokho  | 1972. december 14. (29 éves)   | 0    | ASC Jeanne d'Arc    |
| 23   | KP    | Makhtar N’Diaye   | 1981. december 31. (20 éves)   | 11   | Rennes              |

### Uruguay
Szövetségi kapitány: Víctor Púa
| Szám | Poszt | Név                   | Születési dátum (Kor)          | Vál. | Klub                |
| ---- | ----- | --------------------- | ------------------------------ | ---- | ------------------- |
| 1    | K     | Fabián Carini         | 1979. december 26. (22 éves)   | 35   | Juventus            |
| 2    | V     | Gustavo Méndez        | 1971. február 3. (31 éves)     | 45   | Nacional Montevideo |
| 3    | V     | Alejandro Lembo       | 1978. február 15. (24 éves)    | 31   | Nacional Montevideo |
| 4    | V     | Paolo Montero         | 1971. szeptember 3. (30 éves)  | 45   | Juventus            |
| 5    | KP    | Pablo Gabriel García  | 1977. május 11. (25 éves)      | 36   | Venezia             |
| 6    | V     | Darío Rodríguez       | 1974. szeptember 17. (27 éves) | 21   | Peñarol Montevideo  |
| 7    | KP    | Gianni Guigou         | 1975. február 22. (27 éves)    | 36   | AS Roma             |
| 8    | KP    | Gustavo Varela        | 1978. május 14. (24 éves)      | 7    | Nacional Montevideo |
| 9    | CS    | Darío Silva           | 1972. november 2. (29 éves)    | 36   | Málaga              |
| 10   | KP    | Fabian O’Neill        | 1973. október 14. (28 éves)    | 19   | Perugia             |
| 11   | CS    | Federico Magallanes   | 1976. augusztus 22. (25 éves)  | 24   | Venezia             |
| 12   | K     | Gustavo Munúa         | 1978. január 27. (24 éves)     | 9    | Nacional Montevideo |
| 13   | CS    | Sebastián Abreu       | 1976. október 17. (25 éves)    | 13   | Cruz Azul           |
| 14   | V     | Gonzalo Sorondo       | 1979. október 9. (22 éves)     | 18   | Internazionale      |
| 15   | KP    | Nicolás Olivera       | 1978. május 30. (24 éves)      | 26   | Sevilla             |
| 16   | KP    | Marcelo Romero        | 1976. július 4. (25 éves)      | 22   | Málaga              |
| 17   | KP    | Mario Regueiro        | 1978. szeptember 14. (23 éves) | 14   | Racing Santander    |
| 18   | CS    | Richard Morales       | 1975. február 21. (27 éves)    | 12   | Nacional Montevideo |
| 19   | V     | Joe Bizera            | 1980. május 17. (22 éves)      | 9    | Peñarol Montevideo  |
| 20   | CS    | Álvaro Recoba         | 1976. március 17. (26 éves)    | 43   | Internazionale      |
| 21   | CS    | Diego Forlán          | 1979. május 19. (23 éves)      | 4    | Manchester United   |
| 22   | KP    | Gonzalo de los Santos | 1976. július 19. (25 éves)     | 28   | Valencia            |
| 23   | K     | Federico Elduayen     | 1977. június 25. (24 éves)     | 1    | Peñarol Montevideo  |

## B csoport

### Paraguay
Szövetségi kapitány:  Cesare Maldini
| Szám | Poszt | Név                 | Születési dátum (Kor)         | Vál. | Klub                 |
| ---- | ----- | ------------------- | ----------------------------- | ---- | -------------------- |
| 1    | K     | José Luis Chilavert | 1965. július 27. (36 éves)    | 69   | Strasbourg           |
| 2    | V     | Francisco Arce      | 1971. április 2. (31 éves)    | 51   | Palmeiras            |
| 3    | V     | Pedro Sarabia       | 1975. július 5. (26 éves)     | 40   | River Plate          |
| 4    | V     | Carlos Gamarra      | 1971. február 17. (31 éves)   | 76   | AÉK Athén            |
| 5    | V     | Celso Ayala         | 1970. augusztus 20. (31 éves) | 76   | River Plate          |
| 6    | KP    | Estanislao Struway  | 1968. június 25. (33 éves)    | 69   | Club Libertad        |
| 7    | CS    | Richard Báez        | 1973. július 31. (28 éves)    | 25   | Olimpia Asunción     |
| 8    | KP    | Guido Alvarenga     | 1970. augusztus 24. (31 éves) | 18   | León                 |
| 9    | CS    | Roque Santa Cruz    | 1981. augusztus 16. (20 éves) | 24   | Bayern München       |
| 10   | KP    | Roberto Acuña       | 1972. március 25. (30 éves)   | 77   | Real Zaragoza        |
| 11   | CS    | Jorge Campos        | 1970. augusztus 11. (31 éves) | 31   | Universidad Católica |
| 12   | K     | Justo Villar        | 1977. június 30. (24 éves)    | 8    | Club Libertad        |
| 13   | KP    | Carlos Paredes      | 1976. július 16. (25 éves)    | 41   | Porto                |
| 14   | KP    | Diego Gavilán       | 1980. március 1. (22 éves)    | 21   | Tecos                |
| 15   | KP    | Carlos Bonet        | 1977. október 2. (24 éves)    | 3    | Club Libertad        |
| 16   | KP    | Gustavo Morínigo    | 1977. január 23. (25 éves)    | 11   | Club Libertad        |
| 17   | V     | Juan Carlos Franco  | 1973. április 17. (29 éves)   | 3    | Olimpia Asunción     |
| 18   | V     | Julio César Cáceres | 1979. október 5. (22 éves)    | 1    | Olimpia Asunción     |
| 19   | V     | Daniel Sanabria     | 1977. február 8. (25 éves)    | 6    | Club Libertad        |
| 20   | CS    | José Cardozo        | 1971. március 19. (31 éves)   | 57   | Toluca               |
| 21   | V     | Denis Caniza        | 1974. augusztus 29. (27 éves) | 49   | Santos Laguna        |
| 22   | K     | Ricardo Tavarelli   | 1970. augusztus 2. (31 éves)  | 20   | Olimpia Asunción     |
| 23   | CS    | Nelson Cuevas       | 1980. január 10. (22 éves)    | 11   | River Plate          |

### Szlovénia
Szövetségi kapitány: Srečko Katanec
| Szám | Poszt | Név                 | Születési dátum (Kor)          | Vál. | Klub                |
| ---- | ----- | ------------------- | ------------------------------ | ---- | ------------------- |
| 1    | K     | Marko Simeunovič    | 1967. december 6. (34 éves)    | 43   | NK Maribor          |
| 2    | V     | Goran Sankovič      | 1979. június 18. (22 éves)     | 5    | Slavia Prague       |
| 3    | V     | Željko Milinovič    | 1969. október 12. (32 éves)    | 35   | JEF United Icsihara |
| 4    | V     | Muamer Vugdalič     | 1977. augusztus 25. (24 éves)  | 13   | NK Maribor          |
| 5    | V     | Marinko Galič       | 1970. április 22. (32 éves)    | 65   | Koper               |
| 6    | V     | Aleksander Knavs    | 1975. december 5. (26 éves)    | 38   | Kaiserslautern      |
| 7    | KP    | Džoni Novak         | 1969. szeptember 4. (32 éves)  | 68   | Unterhaching        |
| 8    | KP    | Aleš Čeh            | 1968. április 7. (34 éves)     | 71   | Grazer AK           |
| 9    | CS    | Milan Osterc        | 1975. július 4. (26 éves)      | 41   | Hapoel Tel-Aviv     |
| 10   | KP    | Zlatko Zahovič*     | 1971. február 1. (31 éves)     | 64   | Benfica             |
| 11   | KP    | Miran Pavlin        | 1971. október 8. (30 éves)     | 45   | Porto               |
| 12   | K     | Mladen Dabanovič    | 1971. szeptember 13. (30 éves) | 20   | Lokeren             |
| 13   | CS    | Mladen Rudonja      | 1971. július 26. (30 éves)     | 58   | Portsmouth          |
| 14   | KP    | Saša Gajser         | 1974. február 11. (28 éves)    | 20   | Gent                |
| 15   | KP    | Rajko Tavčar        | 1974. július 21. (27 éves)     | 6    | Nürnberg            |
| 16   | CS    | Senad Tiganj        | 1975. augusztus 28. (26 éves)  | 3    | Olimpija Ljubljana  |
| 17   | KP    | Zoran Pavlovič      | 1976. június 27. (25 éves)     | 21   | Austria Wien        |
| 18   | KP    | Milenko Ačimovič    | 1977. február 15. (25 éves)    | 39   | Tottenham Hotspur   |
| 19   | KP    | Amir Karič          | 1973. december 31. (28 éves)   | 43   | NK Maribor          |
| 20   | KP    | Nastja Čeh          | 1978. január 26. (24 éves)     | 6    | Club Brugge         |
| 21   | CS    | Sebastjan Cimirotič | 1974. szeptember 14. (27 éves) | 12   | Lecce               |
| 22   | K     | Dejan Nemec         | 1977. március 1. (25 éves)     | 1    | Club Brugge         |
| 23   | V     | Spasoje Bulajič     | 1975. november 24. (26 éves)   | 15   | FC Köln             |

*Elküldték a keretből az első mérkőzés után.
Jegyzet: a Jugoszláv válogatottságok nincsenek beleszámítva.

### Dél-afrikai Köztársaság
Szövetségi kapitány: Jomo Sono
| Szám | Poszt | Név                  | Születési dátum (Kor)          | Vál. | Klub               |
| ---- | ----- | -------------------- | ------------------------------ | ---- | ------------------ |
| 1    | K     | Hans Vonk            | 1970. január 30. (32 éves)     | 29   | Heerenveen         |
| 2    | V     | Cyril Nzama          | 1974. június 26. (27 éves)     | 19   | Kaizer Chiefs      |
| 3    | V     | Bradley Carnell      | 1977. január 21. (25 éves)     | 21   | VfB Stuttgart      |
| 4    | V     | Aaron Mokoena        | 1980. november 25. (21 éves)   | 22   | Germinal Beerschot |
| 5    | V     | Jacob Lekgetho       | 1974. március 24. (28 éves)    | 15   | Lokomotyiv Moszkva |
| 6    | KP    | MacBeth Sibaya       | 1977. november 25. (24 éves)   | 9    | Jomo Cosmos        |
| 7    | KP    | Quinton Fortune      | 1977. május 21. (25 éves)      | 39   | Manchester United  |
| 8    | KP    | Thabo Mngomeni       | 1969. június 24. (32 éves)     | 37   | Orlando Pirates    |
| 9    | KP    | MacDonald Mukansi    | 1975. május 26. (27 éves)      | 7    | Lokomotiv Szófia   |
| 10   | KP    | Bennett Mnguni       | 1974. március 18. (28 éves)    | 9    | Lokomotyiv Moszkva |
| 11   | KP    | Jabu Pule            | 1980. július 11. (21 éves)     | 9    | Kaizer Chiefs      |
| 12   | KP    | Teboho Mokoena       | 1974. július 10. (27 éves)     | 10   | St. Gallen         |
| 13   | V     | Pierre Issa          | 1975. szeptember 12. (26 éves) | 41   | Watford            |
| 14   | CS    | Siyabonga Nomvethe   | 1977. december 2. (24 éves)    | 30   | Udinese            |
| 15   | KP    | Sibusiso Zuma        | 1975. június 23. (26 éves)     | 22   | FC København       |
| 16   | K     | Andre Arendse        | 1967. június 27. (34 éves)     | 49   | Santos Cape Town   |
| 17   | CS    | Benni McCarthy       | 1977. november 12. (24 éves)   | 43   | Porto              |
| 18   | KP    | Delron Buckley       | 1977. december 7. (24 éves)    | 32   | VfL Bochum         |
| 19   | V     | Lucas Radebe         | 1969. április 12. (33 éves)    | 65   | Leeds United       |
| 20   | K     | Calvin Marlin        | 1976. április 20. (26 éves)    | 2    | Ajax Cape Town     |
| 21   | KP    | Steven Pienaar       | 1982. március 17. (20 éves)    | 0    | Ajax               |
| 22   | V     | Thabang Molefe       | 1979. április 11. (23 éves)    | 5    | Jomo Cosmos        |
| 23   | CS    | George Kumantarákisz | 1974. március 27. (28 éves)    | 6    | Basel              |

### Spanyolország
Szövetségi kapitány: José Antonio Camacho
| Szám | Poszt | Név                 | Születési dátum (Kor)         | Vál. | Klub                |
| ---- | ----- | ------------------- | ----------------------------- | ---- | ------------------- |
| 1    | K     | Iker Casillas       | 1981. május 20. (21 éves)     | 13   | Real Madrid         |
| 2    | V     | Curro Torres        | 1976. december 27. (25 éves)  | 4    | Valencia            |
| 3    | V     | Juanfran            | 1976. július 15. (25 éves)    | 7    | Celta Vigo          |
| 4    | KP    | Iván Helguera       | 1975. március 18. (27 éves)   | 22   | Real Madrid         |
| 5    | V     | Carles Puyol        | 1978. április 13. (24 éves)   | 8    | Barcelona           |
| 6    | V     | Fernando Hierro     | 1968. március 23. (34 éves)   | 85   | Real Madrid         |
| 7    | CS    | Raúl                | 1977. június 27. (24 éves)    | 51   | Real Madrid         |
| 8    | KP    | Rubén Baraja        | 1975. július 11. (26 éves)    | 9    | Valencia            |
| 9    | CS    | Fernando Morientes  | 1976. április 5. (26 éves)    | 19   | Real Madrid         |
| 10   | CS    | Diego Tristán       | 1976. január 5. (26 éves)     | 7    | Deportivo La Coruña |
| 11   | CS    | Javier de Pedro     | 1973. augusztus 4. (28 éves)  | 5    | Real Madrid         |
| 12   | CS    | Albert Luque        | 1978. március 11. (24 éves)   | 0    | Mallorca            |
| 13   | K     | Ricardo             | 1971. december 30. (30 éves)  | 1    | Real Valladolid     |
| 14   | KP    | David Albelda       | 1977. szeptember 1. (24 éves) | 2    | Valencia            |
| 15   | V     | Enrique Romero      | 1971. június 23. (30 éves)    | 3    | Deportivo La Coruña |
| 16   | KP    | Gaizka Mendieta     | 1974. március 27. (28 éves)   | 32   | Lazio               |
| 17   | KP    | Juan Carlos Valerón | 1975. június 17. (26 éves)    | 20   | Deportivo La Coruña |
| 18   | KP    | Sergio              | 1976. november 10. (25 éves)  | 5    | Deportivo La Coruña |
| 19   | KP    | Xavi                | 1980. január 25. (22 éves)    | 3    | Barcelona           |
| 20   | V     | Miguel Ángel Nadal  | 1966. július 28. (35 éves)    | 59   | Mallorca            |
| 21   | KP    | Luis Enrique        | 1970. május 8. (32 éves)      | 57   | Barcelona           |
| 22   | KP    | Joaquín             | 1981. július 21. (20 éves)    | 3    | Real Betis          |
| 23   | K     | Pedro Contreras     | 1972. január 7. (30 éves)     | 0    | Málaga              |

## C csoport

### Brazília
Szövetségi kapitány: Luiz Felipe Scolari
| Szám | Poszt | Név              | Születési dátum (Kor)          | Vál. | Klub                 |
| ---- | ----- | ---------------- | ------------------------------ | ---- | -------------------- |
| 1    | K     | Marcos           | 1973. augusztus 4. (28 éves)   | 15   | Palmeiras            |
| 2    | V     | Cafu             | 1970. június 7. (31 éves)      | 103  | AS Roma              |
| 3    | V     | Lúcio            | 1978. május 8. (24 éves)       | 15   | Bayer Leverkusen     |
| 4    | V     | Roque Júnior     | 1976. augusztus 31. (25 éves)  | 17   | AC Milan             |
| 5    | V     | Edmílson         | 1976. július 10. (25 éves)     | 12   | Lyon                 |
| 6    | V     | Roberto Carlos   | 1973. április 10. (29 éves)    | 84   | Real Madrid          |
| 7    | KP    | Ricardinho       | 1976. május 23. (26 éves)      | 3    | Corinthians          |
| 8    | KP    | Gilberto Silva   | 1976. október 7. (25 éves)     | 6    | Atlético Mineiro     |
| 9    | CS    | Ronaldo          | 1976. szeptember 22. (25 éves) | 56   | Internazionale       |
| 10   | CS    | Rivaldo          | 1972. április 29. (30 éves)    | 58   | Barcelona            |
| 11   | KP    | Ronaldinho       | 1980. március 21. (22 éves)    | 24   | Paris Saint-Germain  |
| 12   | K     | Dida             | 1973. október 7. (28 éves)     | 49   | Corinthians          |
| 13   | V     | Belletti         | 1976. június 20. (25 éves)     | 10   | São Paulo            |
| 14   | V     | Ânderson Polga   | 1979. február 9. (23 éves)     | 5    | Grêmio               |
| 15   | KP    | Kléberson        | 1979. június 19. (22 éves)     | 5    | Athletico Paranaense |
| 16   | V     | Júnior           | 1973. június 20. (28 éves)     | 12   | Parma                |
| 17   | CS    | Denílson         | 1977. augusztus 24. (24 éves)  | 53   | Real Betis           |
| 18   | KP    | Vampeta          | 1974. március 13. (28 éves)    | 36   | Corinthians          |
| 19   | KP    | Juninho Paulista | 1973. február 22. (29 éves)    | 43   | Flamengo             |
| 20   | CS    | Edílson          | 1970. szeptember 17. (31 éves) | 17   | Cruzeiro             |
| 21   | CS    | Luizão           | 1975. november 14. (26 éves)   | 8    | Grêmio               |
| 22   | K     | Rogério Ceni     | 1973. január 22. (29 éves)     | 12   | São Paulo            |
| 23   | KP    | Kaká             | 1982. április 22. (20 éves)    | 2    | São Paulo            |

### Kína
Szövetségi kapitány:  Bora Milutinović
| Szám | Poszt | Név                          | Születési dátum (Kor)          | Vál. | Klub                |
| ---- | ----- | ---------------------------- | ------------------------------ | ---- | ------------------- |
| 1    | K     | An Csi (An Qi)               | 1981. június 21. (20 éves)     | 4    | Talien Sitö         |
| 2    | V     | Csang En-hua (Zhang Enhua)   | 1974. május 11. (28 éves)      | 65   | Talien Sitö         |
| 3    | V     | Jang Pu (Yang Pu)            | 1978. március 30. (24 éves)    | 9    | Beijing Guoan       |
| 4    | V     | Vu Cseng-jing (Wu Chengying) | 1975. április 21. (27 éves)    | 47   | Sanghaj Senhua      |
| 5    | V     | Fan Cse-ji (Fan Zhiyi)       | 1970. január 22. (32 éves)     | 105  | Dundee              |
| 6    | KP    | Sao Csia-ji (Shao Jiayi)     | 1980. április 10. (22 éves)    | 21   | Beijing Guoan       |
| 7    | V     | Szun Csi-haj (Sun Jihai)     | 1977. szeptember 30. (24 éves) | 57   | Manchester City     |
| 8    | KP    | Li Tie                       | 1977. szeptember 18. (24 éves) | 67   | Liaoning            |
| 9    | KP    | Ma Ming-jü (Ma Mingyu)       | 1972. augusztus 10. (29 éves)  | 86   | Szicsuan Guancseng  |
| 10   | CS    | Hao Haj-tung (Hao Haidong)   | 1970. augusztus 25. (31 éves)  | 90   | Talien Sit          |
| 11   | KP    | Jü Ken-vej (Yu Genwei)       | 1976. augusztus 19. (25 éves)  | 13   | Tiencsin Teda       |
| 12   | CS    | Szu Mao-csen (Su Maozhen)    | 1972. július 30. (29 éves)     | 48   | Santung Lüneng      |
| 13   | KP    | Kao Jao (Gao Yao)            | 1977. július 13. (24 éves)     | 6    | Santung Lüneng      |
| 14   | V     | Li Vej-feng (Li Weifeng)     | 1978. január 26. (24 éves)     | 48   | Sencsen Pingan      |
| 15   | KP    | Csao Csün-csö (Zhao Junzhe)  | 1979. április 18. (23 éves)    | 0    | Beijing Guoan       |
| 16   | CS    | Csü Po (Qu Bo)               | 1981. július 15. (20 éves)     | 0    | Csingtao Hainiu     |
| 17   | V     | Tu Vej (Du Wei)              | 1982. február 9. (20 éves)     | 3    | Sanghaj Senhua      |
| 18   | KP    | Li Hsziao-peng (Li Xiaopeng) | 1976. november 5. (25 éves)    | 20   | Santung Lüneng      |
| 19   | KP    | Csi Hung (Qi Hong)           | 1976. június 3. (25 éves)      | 34   | Sanghaj Zsongjuan   |
| 20   | CS    | Jang Csen (Yang Chen)        | 1974. január 17. (28 éves)     | 24   | Eintracht Frankfurt |
| 21   | V     | Hszü Jün-lung (Xu Yunlong)   | 1979. február 17. (23 éves)    | 0    | Beijing Guoan       |
| 22   | K     | Csiang Csin (Jiang Jin)      | 1969. október 7. (32 éves)     | 52   | Tiencsin Teda       |
| 23   | K     | Ou Csu-liang (Ou Chuliang)   | 1968. augusztus 26. (33 éves)  | 0    | Junnan Hongta       |

### Costa Rica
Szövetségi kapitány: Alexandre Guimarães
| Szám | Poszt | Név                 | Születési dátum (Kor)          | Vál. | Klub               |
| ---- | ----- | ------------------- | ------------------------------ | ---- | ------------------ |
| 1    | K     | Erick Lonnis        | 1965. szeptember 9. (36 éves)  | 74   | Deportivo Saprissa |
| 2    | V     | Jervis Drummond     | 1976. szeptember 8. (25 éves)  | 38   | Deportivo Saprissa |
| 3    | V     | Luis Marín          | 1974. október 8. (27 éves)     | 74   | LD Alajuelense     |
| 4    | V     | Mauricio Wright     | 1970. december 20. (31 éves)   | 40   | CS Herediano       |
| 5    | V     | Gilberto Martínez   | 1979. október 1. (22 éves)     | 27   | Deportivo Saprissa |
| 6    | KP    | Wílmer López        | 1971. augusztus 3. (30 éves)   | 68   | LD Alajuelense     |
| 7    | CS    | Rolando Fonseca     | 1974. június 6. (27 éves)      | 79   | Deportivo Saprissa |
| 8    | KP    | Mauricio Solís      | 1972. december 13. (29 éves)   | 84   | LD Alajuelense     |
| 9    | CS    | Paulo Wanchope      | 1976. július 31. (25 éves)     | 48   | Manchester City    |
| 10   | KP    | Walter Centeno      | 1974. október 6. (27 éves)     | 49   | Deportivo Saprissa |
| 11   | CS    | Rónald Gómez        | 1975. január 24. (27 éves)     | 53   | ÓFI Kréta          |
| 12   | CS    | Winston Parks       | 1981. október 12. (20 éves)    | 3    | Udinese            |
| 13   | CS    | Daniel Vallejos     | 1981. május 27. (21 éves)      | 2    | CS Herediano       |
| 14   | V     | Juan José Rodríguez | 1967. június 23. (34 éves)     | 2    | AD San Carlos      |
| 15   | V     | Harold Wallace      | 1975. szeptember 7. (26 éves)  | 54   | LD Alajuelense     |
| 16   | CS    | Steven Bryce        | 1977. augusztus 16. (24 éves)  | 33   | LD Alajuelense     |
| 17   | KP    | Hernán Medford      | 1968. május 23. (34 éves)      | 87   | Deportivo Saprissa |
| 18   | K     | Álvaro Mesén        | 1972. december 24. (29 éves)   | 16   | LD Alajuelense     |
| 19   | KP    | Rodrigo Cordero     | 1973. december 4. (28 éves)    | 25   | CS Herediano       |
| 20   | CS    | William Sunsing     | 1977. május 12. (25 éves)      | 23   | CS Herediano       |
| 21   | V     | Pablo Chinchilla    | 1978. december 21. (23 éves)   | 12   | LD Alajuelense     |
| 22   | V     | Carlos Castro       | 1978. szeptember 10. (23 éves) | 22   | LD Alajuelense     |
| 23   | K     | Lester Morgan       | 1976. május 2. (26 éves)       | 5    | CS Herediano       |

### Törökország
Szövetségi kapitány: Şenol Güneş
| Szám | Poszt | Név              | Születési dátum (Kor)         | Vál. | Klub             |
| ---- | ----- | ---------------- | ----------------------------- | ---- | ---------------- |
| 1    | K     | Rüştü Reçber     | 1973. május 10. (29 éves)     | 64   | Fenerbahçe       |
| 2    | V     | Emre Aşık        | 1973. december 13. (28 éves)  | 16   | Galatasaray      |
| 3    | V     | Bülent Korkmaz   | 1968. november 24. (33 éves)  | 68   | Galatasaray      |
| 4    | V     | Fatih Akyel      | 1977. december 26. (24 éves)  | 36   | Fenerbahçe       |
| 5    | V     | Alpay Özalan     | 1973. május 29. (29 éves)     | 62   | Aston Villa      |
| 6    | CS    | Arif Erdem       | 1972. január 2. (30 éves)     | 50   | Galatasaray      |
| 7    | KP    | Okan Buruk       | 1973. október 19. (28 éves)   | 26   | Internazionale   |
| 8    | KP    | Tugay Kerimoğlu  | 1970. augusztus 24. (31 éves) | 69   | Blackburn Rovers |
| 9    | CS    | Hakan Şükür      | 1971. szeptember 1. (30 éves) | 73   | Parma            |
| 10   | KP    | Yıldıray Baştürk | 1978. december 24. (23 éves)  | 13   | Leverkusen       |
| 11   | CS    | Hasan Şaş        | 1976. augusztus 1. (25 éves)  | 14   | Galatasaray      |
| 12   | K     | Ömer Çatkıç      | 1974. október 15. (27 éves)   | 6    | Gaziantepspor    |
| 13   | KP    | Muzzy Izzet      | 1974. október 31. (27 éves)   | 7    | Leicester City   |
| 14   | KP    | Tayfur Havutçu   | 1970. április 23. (32 éves)   | 39   | Beşiktaş         |
| 15   | CS    | Nihat Kahveci    | 1979. november 23. (22 éves)  | 11   | Real Sociedad    |
| 16   | V     | Ümit Özat        | 1976. október 30. (25 éves)   | 14   | Fenerbahçe       |
| 17   | CS    | İlhan Mansız     | 1975. augusztus 10. (26 éves) | 6    | Beşiktaş         |
| 18   | KP    | Ergün Penbe      | 1972. május 17. (30 éves)     | 21   | Galatasaray      |
| 19   | KP    | Abdullah Ercan   | 1971. december 8. (30 éves)   | 70   | Fenerbahçe       |
| 20   | V     | Hakan Ünsal      | 1973. május 14. (29 éves)     | 25   | Blackburn Rovers |
| 21   | KP    | Emre Belözoğlu   | 1980. szeptember 7. (21 éves) | 11   | Internazionale   |
| 22   | KP    | Ümit Davala      | 1973. július 30. (28 éves)    | 24   | AC Milan         |
| 23   | K     | Zafer Özgültekın | 1975. március 10. (27 éves)   | 1    | Ankaragücü       |

## D csoport

### Lengyelország
Szövetségi kapitány: Jerzy Engel
| Szám | Poszt | Név                | Születési dátum (Kor)          | Vál. | Klub                |
| ---- | ----- | ------------------ | ------------------------------ | ---- | ------------------- |
| 1    | K     | Jerzy Dudek        | 1973. március 23. (29 éves)    | 21   | Liverpool           |
| 2    | V     | Tomasz Kłos        | 1973. március 7. (29 éves)     | 37   | Kaiserslautern      |
| 3    | V     | Jacek Zieliński    | 1967. október 10. (34 éves)    | 52   | Legia Warszawa      |
| 4    | V     | Michał Żewłakow    | 1976. április 22. (26 éves)    | 25   | Mouscron            |
| 5    | KP    | Tomasz Rząsa       | 1973. március 11. (29 éves)    | 9    | Feyenoord           |
| 6    | V     | Tomasz Hajto       | 1972. október 16. (29 éves)    | 44   | Schalke 04          |
| 7    | KP    | Piotr Świerczewski | 1972. április 8. (30 éves)     | 65   | Marseille           |
| 8    | CS    | Cezary Kucharski   | 1972. február 17. (30 éves)    | 15   | Legia Warszawa      |
| 9    | CS    | Paweł Kryszałowicz | 1974. június 23. (27 éves)     | 23   | Eintracht Frankfurt |
| 10   | KP    | Radosław Kałużny   | 1974. február 2. (28 éves)     | 30   | Energie Cottbus     |
| 11   | CS    | Emmanuel Olisadebe | 1978. december 22. (23 éves)   | 16   | Panathinaikósz      |
| 12   | K     | Radosław Majdan    | 1972. május 10. (30 éves)      | 5    | Göztepe             |
| 13   | V     | Arkadiusz Głowacki | 1979. március 13. (23 éves)    | 2    | Wisła Kraków        |
| 14   | CS    | Marcin Żewłakow    | 1976. április 22. (26 éves)    | 17   | Mouscron            |
| 15   | V     | Tomasz Wałdoch     | 1971. május 10. (31 éves)      | 71   | Schalke 04          |
| 16   | KP    | Maciej Murawski    | 1974. február 20. (28 éves)    | 4    | Legia Warszawa      |
| 17   | KP    | Arkadiusz Bąk      | 1974. október 6. (27 éves)     | 12   | Widzew Łódź         |
| 18   | KP    | Jacek Krzynówek    | 1976. május 15. (26 éves)      | 23   | Nürnberg            |
| 19   | CS    | Maciej Żurawski    | 1976. szeptember 12. (25 éves) | 9    | Wisła Kraków        |
| 20   | V     | Jacek Bąk          | 1973. március 24. (29 éves)    | 36   | Lens                |
| 21   | V     | Marek Koźmiński    | 1971. február 7. (31 éves)     | 42   | Ancona              |
| 22   | K     | Adam Matysek       | 1968. július 19. (33 éves)     | 34   | RKS Radomsko        |
| 23   | KP    | Paweł Sibik        | 1971. február 15. (31 éves)    | 2    | Odra Wodzisław      |

### Portugália
Szövetségi kapitány: António Oliveira
| Szám | Poszt | Név              | Születési dátum (Kor)          | Vál. | Klub           |
| ---- | ----- | ---------------- | ------------------------------ | ---- | -------------- |
| 1    | K     | Vítor Baía       | 1969. október 15. (32 éves)    | 75   | FC Porto       |
| 2    | V     | Jorge Costa      | 1971. október 14. (30 éves)    | 46   | FC Porto       |
| 3    | V     | Abel Xavier      | 1972. november 30. (29 éves)   | 18   | Liverpool      |
| 4    | V     | Marco Caneira    | 1979. február 9. (23 éves)     | 1    | Benfica        |
| 5    | V     | Fernando Couto   | 1969. augusztus 2. (32 éves)   | 82   | Lazio          |
| 6    | KP    | Paulo Sousa      | 1970. augusztus 30. (31 éves)  | 50   | Espanyol       |
| 7    | KP    | Luís Figo        | 1972. november 4. (29 éves)    | 81   | Real Madrid    |
| 8    | CS    | João Pinto       | 1971. augusztus 19. (30 éves)  | 77   | Sporting       |
| 9    | CS    | Pauleta          | 1973. április 28. (29 éves)    | 33   | Bordeaux       |
| 10   | KP    | Rui Costa        | 1972. március 29. (30 éves)    | 67   | Milan          |
| 11   | KP    | Sérgio Conceição | 1974. november 15. (27 éves)   | 41   | Internazionale |
| 12   | KP    | Hugo Viana       | 1983. január 15. (19 éves)     | 4    | Sporting       |
| 13   | V     | Jorge Andrade    | 1979. április 9. (23 éves)     | 5    | FC Porto       |
| 14   | KP    | Pedro Barbosa    | 1970. augusztus 6. (31 éves)   | 21   | Sporting       |
| 15   | K     | Nélson           | 1975. október 20. (26 éves)    | 1    | Sporting       |
| 16   | K     | Ricardo          | 1976. február 11. (26 éves)    | 10   | Boavista       |
| 17   | KP    | Paulo Bento      | 1969. június 20. (32 éves)     | 31   | Sporting       |
| 18   | V     | Nuno Frechaut    | 1977. szeptember 24. (24 éves) | 9    | Boavista       |
| 19   | KP    | Capucho          | 1972. február 21. (30 éves)    | 29   | FC Porto       |
| 20   | KP    | Petit            | 1976. szeptember 25. (25 éves) | 9    | Boavista       |
| 21   | CS    | Nuno Gomes       | 1976. július 5. (25 éves)      | 28   | Fiorentina     |
| 22   | V     | Beto             | 1976. május 3. (26 éves)       | 16   | Sporting       |
| 23   | V     | Rui Jorge        | 1973. március 27. (29 éves)    | 20   | Sporting       |

### Dél-Korea
Szövetségi kapitány:  Guus Hiddink
| Szám | Poszt | Név             | Születési dátum (Kor)          | Vál. | Klub                     |
| ---- | ----- | --------------- | ------------------------------ | ---- | ------------------------ |
| 1    | K     | I Undzse        | 1973. április 26. (29 éves)    | 32   | Szuvon Samsung Bluewings |
| 2    | KP    | Hjon Jongmin    | 1979. december 25. (22 éves)   | 8    | Ulszan Horangi           |
| 3    | KP    | Cshö Szongjong  | 1975. december 25. (26 éves)   | 60   | Szuvon Samsung Bluewings |
| 4    | V     | Cshö Dzsincshol | 1971. március 26. (31 éves)    | 15   | Csonbuk Hjonde           |
| 5    | KP    | Kim Namil       | 1977. március 14. (25 éves)    | 21   | Csonnam Dragons          |
| 6    | KP    | Ju Szangcshol   | 1971. október 18. (30 éves)    | 92   | Kasiva Reysol            |
| 7    | V     | Kim Thejong     | 1970. november 8. (31 éves)    | 74   | Csonnam Dragons          |
| 8    | CS    | Cshö Theuk      | 1981. március 13. (21 éves)    | 16   | Anjang LG Cshithaszu     |
| 9    | CS    | Szol Kihjon     | 1979. január 8. (23 éves)      | 31   | Anderlecht               |
| 10   | KP    | I Jongphjo      | 1977. április 23. (25 éves)    | 48   | Anjang LG Cshithaszu     |
| 11   | CS    | Cshö Jongszu    | 1973. szeptember 10. (28 éves) | 58   | JEF United               |
| 12   | K     | Kim Bjongdzsi   | 1970. április 8. (32 éves)     | 58   | Phohang Steelers         |
| 13   | KP    | I Uljong        | 1975. szeptember 8. (26 éves)  | 19   | Pucshon SK               |
| 14   | KP    | I Cshonszu      | 1981. július 9. (20 éves)      | 22   | Ulszan Horangi           |
| 15   | V     | I Minszong      | 1973. június 23. (28 éves)     | 52   | Puszan I'Cons            |
| 16   | KP    | Csha Duri       | 1980. július 25. (21 éves)     | 12   | Koljodehakkjo            |
| 17   | KP    | Jun Dzsonghvan  | 1973. február 16. (29 éves)    | 36   | Cerezo Oszaka            |
| 18   | KP    | Hvang Szonhong  | 1968. július 14. (33 éves)     | 95   | Kasiva Reysol            |
| 19   | CS    | An Dzsonghvan   | 1976. január 27. (26 éves)     | 19   | Perugia                  |
| 20   | V     | Hong Mjongbo    | 1969. február 12. (33 éves)    | 124  | Phohang Steelers         |
| 21   | KP    | Pak Csiszong    | 1981. február 25. (21 éves)    | 30   | Kióto Purple Szanga      |
| 22   | KP    | Szong Dzsongguk | 1979. február 20. (23 éves)    | 27   | Puszan I'Cons            |
| 23   | K     | Cshö Unszong    | 1971. április 5. (31 éves)     | 1    | Tedzson Szithidzsun      |

### Egyesült Államok
Szövetségi kapitány: Bruce Arena
| Szám | Poszt | Név              | Születési dátum (Kor)         | Vál. | Klub                   |
| ---- | ----- | ---------------- | ----------------------------- | ---- | ---------------------- |
| 1    | K     | Brad Friedel     | 1971. május 8. (31 éves)      | 74   | Blackburn Rovers       |
| 2    | KP    | Frankie Hejduk   | 1974. augusztus 5. (27 éves)  | 38   | Bayer Leverkusen       |
| 3    | V     | Gregg Berhalter  | 1973. augusztus 1. (28 éves)  | 25   | Crystal Palace         |
| 4    | V     | Pablo Mastroeni  | 1976. augusztus 29. (25 éves) | 8    | Colorado Rapids        |
| 5    | KP    | John O’Brien     | 1977. augusztus 29. (24 éves) | 13   | Ajax                   |
| 6    | V     | David Regis      | 1968. december 2. (33 éves)   | 28   | Metz                   |
| 7    | KP    | Eddie Lewis      | 1974. május 17. (28 éves)     | 38   | Fulham                 |
| 8    | KP    | Earnie Stewart   | 1969. március 28. (33 éves)   | 77   | NAC Breda              |
| 9    | CS    | Joe-Max Moore    | 1971. február 23. (31 éves)   | 95   | Everton                |
| 10   | KP    | Claudio Reyna    | 1973. július 20. (28 éves)    | 86   | Sunderland             |
| 11   | CS    | Clint Mathis     | 1976. november 25. (25 éves)  | 19   | MetroStars             |
| 12   | V     | Jeff Agoos       | 1968. február 5. (34 éves)    | 127  | San Jose Earthquakes   |
| 13   | KP    | Cobi Jones       | 1970. június 16. (31 éves)    | 153  | Los Angeles Galaxy     |
| 14   | V     | Steve Cherundolo | 1979. február 19. (23 éves)   | 10   | Hannover 96            |
| 15   | CS    | Josh Wolff       | 1977. február 25. (25 éves)   | 16   | Chicago Fire           |
| 16   | V     | Carlos Llamosa   | 1969. június 30. (32 éves)    | 26   | New England Revolution |
| 17   | KP    | DaMarcus Beasley | 1982. május 24. (20 éves)     | 9    | Chicago Fire           |
| 18   | K     | Kasey Keller     | 1969. november 29. (32 éves)  | 58   | Tottenham Hotspur      |
| 19   | K     | Tony Meola       | 1969. február 21. (33 éves)   | 98   | Kansas City Wizards    |
| 20   | CS    | Brian McBride    | 1972. június 19. (29 éves)    | 58   | Columbus Crew          |
| 21   | CS    | Landon Donovan   | 1982. március 4. (20 éves)    | 20   | San Jose Earthquakes   |
| 22   | V     | Tony Sanneh      | 1971. június 1. (30 éves)     | 29   | Nürnberg               |
| 23   | V     | Eddie Pope       | 1973. december 24. (28 éves)  | 48   | D.C. United            |

## E csoport

### Kamerun
Szövetségi kapitány:  Winfried Schäfer
| Szám | Poszt | Név                  | Születési dátum (Kor)        | Vál. | Klub             |
| ---- | ----- | -------------------- | ---------------------------- | ---- | ---------------- |
| 1    | K     | Alioum Boukar        | 1972. január 3. (30 éves)    | 46   | Samsunspor       |
| 2    | KP    | Bill Tchato          | 1975. május 14. (27 éves)    | 12   | Montpellier      |
| 3    | V     | Pierre Womé          | 1979. március 26. (23 éves)  | 46   | Bologna          |
| 4    | V     | Rigobert Song        | 1976. július 1. (25 éves)    | 59   | FC Köln          |
| 5    | V     | Raymond Kalla        | 1975. április 22. (27 éves)  | 47   | Extremadura      |
| 6    | V     | Pierre Njanka        | 1975. március 15. (27 éves)  | 31   | Strasbourg       |
| 7    | KP    | Joseph Ndo           | 1976. április 28. (26 éves)  | 16   | El-Halídzs       |
| 8    | V     | Geremi               | 1978. december 20. (23 éves) | 38   | Real Madrid      |
| 9    | CS    | Samuel Eto’o         | 1981. március 10. (21 éves)  | 27   | Mallorca         |
| 10   | CS    | Patrick M’Boma       | 1970. november 15. (31 éves) | 42   | Sunderland       |
| 11   | CS    | Pius Ndiefi          | 1975. július 5. (26 éves)    | 13   | Sedan            |
| 12   | KP    | Lauren               | 1977. január 19. (25 éves)   | 15   | Arsenal          |
| 13   | V     | Lucien Mettomo       | 1977. április 19. (25 éves)  | 17   | Manchester City  |
| 14   | KP    | Joël Epalle          | 1978. február 20. (24 éves)  | 22   | Panathinaikósz   |
| 15   | KP    | Nicolas Alnoudji     | 1979. december 9. (22 éves)  | 15   | Rizespor         |
| 16   | K     | Jacques Songo’o      | 1964. március 17. (38 éves)  | 66   | Metz             |
| 17   | KP    | Marc-Vivien Foé      | 1975. május 1. (27 éves)     | 47   | Lyon             |
| 18   | CS    | Patrick Suffo        | 1978. január 17. (24 éves)   | 18   | Sheffield United |
| 19   | KP    | Eric Djemba-Djemba   | 1981. május 4. (21 éves)     | 0    | Nantes           |
| 20   | KP    | Salomon Olembé       | 1980. december 8. (21 éves)  | 39   | Marseille        |
| 21   | CS    | Joseph-Désiré Job    | 1977. december 1. (24 éves)  | 34   | Metz             |
| 22   | K     | Idriss Carlos Kameni | 1984. február 18. (18 éves)  | 1    | Le Havre         |
| 23   | KP    | Daniel Ngom Kome     | 1980. május 19. (22 éves)    | 4    | Numancia         |

### Németország
Szövetségi kapitány: Rudi Völler
| Szám | Poszt | Név                 | Születési dátum (Kor)          | Vál. | Klub              |
| ---- | ----- | ------------------- | ------------------------------ | ---- | ----------------- |
| 1    | K     | Oliver Kahn         | 1969. június 15. (32 éves)     | 45   | Bayern München    |
| 2    | V     | Thomas Linke        | 1969. december 26. (32 éves)   | 34   | Bayern München    |
| 3    | V     | Marko Rehmer        | 1972. április 29. (30 éves)    | 27   | Hertha BSC        |
| 4    | V     | Frank Baumann       | 1975. október 29. (26 éves)    | 11   | Werder Bremen     |
| 5    | KP    | Carsten Ramelow     | 1974. március 20. (28 éves)    | 25   | Bayer Leverkusen  |
| 6    | V     | Christian Ziege     | 1972. február 1. (30 éves)     | 66   | Tottenham Hotspur |
| 7    | CS    | Oliver Neuville     | 1973. május 1. (29 éves)       | 30   | Bayer Leverkusen  |
| 8    | KP    | Dietmar Hamann      | 1973. augusztus 27. (28 éves)  | 40   | Liverpool         |
| 9    | CS    | Carsten Jancker     | 1974. augusztus 28. (27 éves)  | 26   | Bayern München    |
| 10   | KP    | Lars Ricken         | 1976. július 10. (25 éves)     | 16   | Borussia Dortmund |
| 11   | CS    | Miroslav Klose      | 1978. június 9. (23 éves)      | 12   | Kaiserslautern    |
| 12   | K     | Jens Lehmann        | 1969. november 10. (32 éves)   | 14   | Borussia Dortmund |
| 13   | KP    | Michael Ballack     | 1976. szeptember 26. (25 éves) | 22   | Bayer Leverkusen  |
| 14   | CS    | Gerald Asamoah      | 1978. október 3. (23 éves)     | 11   | Schalke 04        |
| 15   | V     | Sebastian Kehl      | 1980. február 13. (22 éves)    | 8    | Borussia Dortmund |
| 16   | KP    | Jens Jeremies       | 1974. március 5. (28 éves)     | 33   | Bayern München    |
| 17   | CS    | Marco Bode          | 1969. július 23. (32 éves)     | 34   | Werder Bremen     |
| 18   | KP    | Jörg Böhme          | 1974. január 22. (28 éves)     | 6    | Schalke 04        |
| 19   | KP    | Bernd Schneider     | 1973. november 17. (28 éves)   | 9    | Bayer Leverkusen  |
| 20   | CS    | Oliver Bierhoff     | 1968. május 1. (34 éves)       | 65   | Monaco            |
| 21   | V     | Christoph Metzelder | 1980. november 5. (21 éves)    | 6    | Borussia Dortmund |
| 22   | KP    | Torsten Frings      | 1976. november 22. (25 éves)   | 8    | Werder Bremen     |
| 23   | K     | Hans-Jörg Butt      | 1974. május 28. (28 éves)      | 2    | Bayer Leverkusen  |

### Írország
Szövetségi kapitány: Mick McCarthy
| Szám | Poszt | Név              | Születési dátum (Kor)          | Vál. | Klub              |
| ---- | ----- | ---------------- | ------------------------------ | ---- | ----------------- |
| 1    | K     | Shay Given       | 1976. április 20. (26 éves)    | 39   | Newcastle United  |
| 2    | V     | Steve Finnan     | 1976. április 20. (26 éves)    | 13   | Fulham            |
| 3    | V     | Ian Harte        | 1977. augusztus 31. (24 éves)  | 40   | Leeds United      |
| 4    | V     | Kenny Cunningham | 1971. június 28. (30 éves)     | 38   | Wimbledon         |
| 5    | V     | Steve Staunton   | 1969. január 19. (33 éves)     | 98   | Aston Villa       |
| 6    | KP    | Roy Keane*       | 1971. augusztus 10. (30 éves)  | 58   | Manchester United |
| 7    | KP    | Jason McAteer    | 1971. június 18. (30 éves)     | 47   | Sunderland        |
| 8    | KP    | Matt Holland     | 1974. április 11. (28 éves)    | 19   | Ipswich Town      |
| 9    | CS    | Damien Duff      | 1979. március 2. (23 éves)     | 26   | Blackburn Rovers  |
| 10   | CS    | Robbie Keane     | 1980. július 8. (21 éves)      | 33   | Leeds United      |
| 11   | KP    | Kevin Kilbane    | 1977. február 1. (25 éves)     | 31   | Sunderland        |
| 12   | KP    | Mark Kinsella    | 1972. augusztus 12. (29 éves)  | 28   | Charlton Athletic |
| 13   | CS    | David Connolly   | 1977. június 6. (24 éves)      | 33   | Wimbledon         |
| 14   | V     | Gary Breen       | 1973. december 12. (28 éves)   | 43   | Coventry City     |
| 15   | V     | Richard Dunne    | 1979. szeptember 21. (22 éves) | 14   | Manchester City   |
| 16   | K     | Dean Kiely       | 1970. október 10. (31 éves)    | 6    | Charlton Athletic |
| 17   | CS    | Niall Quinn      | 1966. október 6. (35 éves)     | 88   | Sunderland        |
| 18   | V     | Gary Kelly       | 1974. július 9. (27 éves)      | 46   | Leeds United      |
| 19   | CS    | Clinton Morrison | 1979. május 14. (23 éves)      | 7    | Crystal Palace    |
| 20   | V     | Andy O’Brien     | 1979. június 29. (22 éves)     | 5    | Newcastle United  |
| 21   | CS    | Steven Reid      | 1981. március 10. (21 éves)    | 5    | Millwall          |
| 22   | KP    | Lee Carsley      | 1974. február 28. (28 éves)    | 19   | Everton           |
| 23   | K     | Alan Kelly       | 1968. augusztus 11. (33 éves)  | 34   | Blackburn Rovers  |

*Elküldték a keretből a tornát megelőzően.

### Szaúd-Arábia
Szövetségi kapitány: Násszer al-Dzsúhar
| Szám | Poszt | Név                          | Születési dátum (Kor)          | Vál. | Klub       |
| ---- | ----- | ---------------------------- | ------------------------------ | ---- | ---------- |
| 1    | K     | Mohammed ad-Daía             | 1972. augusztus 2. (29 éves)   | 168  | el-Hilál   |
| 2    | V     | Mohammed al-Jahaní           | 1974. szeptember 28. (27 éves) | 73   | el-Áhlí    |
| 3    | V     | Redá Tukar                   | 1975. november 29. (26 éves)   | 5    | es-Sabáb   |
| 4    | V     | Abdullah Zubromawi           | 1973. november 15. (28 éves)   | 115  | el-Áhlí    |
| 5    | V     | Mohszin Hárszí               | 1976. július 17. (25 éves)     | 20   | en-Naszr   |
| 6    | V     | Fúzí al-Sehrí                | 1980. május 15. (22 éves)      | 2    | el-Áhlí    |
| 7    | KP    | Ibrahim al-Sahraní           | 1974. július 21. (27 éves)     | 59   | el-Áhlí    |
| 8    | KP    | Mohammed Noor                | 1978. február 26. (24 éves)    | 29   | el-Áttihád |
| 9    | CS    | Sami Al-Jaber                | 1972. december 11. (29 éves)   | 148  | el-Hilál   |
| 10   | KP    | Mohammad al-Salhúb           | 1980. december 8. (21 éves)    | 17   | el-Hilál   |
| 11   | CS    | Obejd al-Doszarí             | 1975. október 2. (26 éves)     | 97   | el-Áhlí    |
| 12   | V     | Ahmed Dokhi                  | 1976. október 25. (25 éves)    | 47   | el-Hilál   |
| 13   | V     | Huszejn Szulajmani           | 1977. január 21. (25 éves)     | 80   | el-Áhlí    |
| 14   | KP    | Abdulazíz Haszrán            | 1973. július 31. (28 éves)     | 0    | es-Sabáb   |
| 15   | CS    | Abdullah Dzsumaan al-Doszarí | 1977. november 10. (24 éves)   | 20   | el-Hilál   |
| 16   | KP    | Hamísz el-Ovejrán            | 1973. szeptember 8. (28 éves)  | 76   | el-Áttihád |
| 17   | KP    | Abdullah al-Váked            | 1975. szeptember 29. (26 éves) | 45   | es-Sabáb   |
| 18   | KP    | Nawaf Al-Temyat              | 1976. június 28. (25 éves)     | 48   | el-Hilál   |
| 19   | KP    | Omar al-Gámdí                | 1979. április 11. (23 éves)    | 28   | el-Hilál   |
| 20   | CS    | Al-Haszan al-Jámí            | 1972. augusztus 21. (29 éves)  | 18   | el-Áttihád |
| 21   | K     | Mabrúk Zájd                  | 1979. február 11. (23 éves)    | 1    | el-Áttihád |
| 22   | K     | Mohammed al-Húdzsalí         | 1973. január 15. (29 éves)     | 12   | en-Naszr   |
| 23   | V     | Manszúr al-Szakafí           | 1979. január 14. (23 éves)     | 0    | en-Naszr   |

## F csoport

### Argentína
Szövetségi kapitány: Marcelo Bielsa
| Szám | Poszt | Név                  | Születési dátum (Kor)         | Vál. | Klub                |
| ---- | ----- | -------------------- | ----------------------------- | ---- | ------------------- |
| 1    | K     | Germán Burgos        | 1969. április 16. (33 éves)   | 35   | Atlético Madrid     |
| 2    | V     | Roberto Ayala        | 1973. április 14. (29 éves)   | 74   | Valencia            |
| 3    | KP    | Juan Pablo Sorín     | 1976. május 5. (26 éves)      | 35   | Cruzeiro            |
| 4    | V     | Mauricio Pochettino  | 1972. március 2. (30 éves)    | 16   | Paris Saint-Germain |
| 5    | KP    | Matías Almeyda       | 1973. december 21. (28 éves)  | 33   | Parma               |
| 6    | V     | Walter Samuel        | 1978. március 23. (24 éves)   | 30   | Roma                |
| 7    | CS    | Claudio López        | 1974. július 17. (27 éves)    | 49   | Lazio               |
| 8    | KP    | Javier Zanetti       | 1973. augusztus 10. (28 éves) | 66   | Internazionale      |
| 9    | CS    | Gabriel Batistuta    | 1969. február 1. (33 éves)    | 75   | Roma                |
| 10   | KP    | Ariel Ortega         | 1974. március 4. (28 éves)    | 81   | River Plate         |
| 11   | KP    | Juan Sebastián Verón | 1975. március 9. (27 éves)    | 47   | Manchester United   |
| 12   | K     | Pablo Cavallero      | 1974. április 13. (28 éves)   | 8    | Celta Vigo          |
| 13   | V     | Diego Placente       | 1977. április 24. (25 éves)   | 6    | Bayer Leverkusen    |
| 14   | KP    | Diego Simeone        | 1970. április 28. (32 éves)   | 104  | Lazio               |
| 15   | KP    | Claudio Husaín       | 1974. november 20. (27 éves)  | 14   | River Plate         |
| 16   | KP    | Pablo Aimar          | 1979. november 3. (22 éves)   | 18   | Valencia            |
| 17   | CS    | Gustavo López        | 1973. április 13. (29 éves)   | 31   | Celta Vigo          |
| 18   | CS    | Kily González        | 1974. augusztus 4. (27 éves)  | 30   | Valencia            |
| 19   | CS    | Hernán Crespo        | 1975. július 5. (26 éves)     | 33   | Lazio               |
| 20   | KP    | Marcelo Gallardo     | 1976. január 18. (26 éves)    | 42   | Monaco              |
| 21   | CS    | Claudio Caniggia     | 1967. január 9. (35 éves)     | 50   | Rangers             |
| 22   | V     | José Chamot          | 1969. május 17. (33 éves)     | 42   | AC Milan            |
| 23   | K     | Roberto Bonano       | 1970. január 24. (32 éves)    | 13   | Barcelona           |

Eredetileg a keretben Ariel Ortega a #23-as számot, Roberto Bonano a #24-es számot kapta az AFA döntése értelmében, mert a #10-es mezt visszavonultatták Diego Maradona tiszteletére. A FIFA ragaszkodott ahhoz, hogy minden keretnek 1-23-ig kell kijelölni a mezeket, így Argentínának módosítania kellett a keretének listáját.

### Anglia
Szövetségi kapitány:  Sven-Göran Eriksson
| Szám | Poszt | Név              | Születési dátum (Kor)          | Vál. | Klub              |
| ---- | ----- | ---------------- | ------------------------------ | ---- | ----------------- |
| 1    | K     | David Seaman     | 1963. szeptember 19. (38 éves) | 68   | Arsenal           |
| 2    | V     | Danny Mills      | 1977. május 18. (25 éves)      | 6    | Leeds United      |
| 3    | V     | Ashley Cole      | 1980. december 20. (21 éves)   | 8    | Arsenal           |
| 4    | KP    | Trevor Sinclair  | 1973. március 2. (29 éves)     | 4    | West Ham United   |
| 5    | V     | Rio Ferdinand    | 1978. november 7. (23 éves)    | 21   | Leeds United      |
| 6    | V     | Sol Campbell     | 1974. szeptember 18. (27 éves) | 45   | Arsenal           |
| 7    | KP    | David Beckham    | 1975. május 2. (27 éves)       | 49   | Manchester United |
| 8    | KP    | Paul Scholes     | 1974. november 16. (27 éves)   | 43   | Manchester United |
| 9    | CS    | Robbie Fowler    | 1975. április 9. (27 éves)     | 24   | Leeds United      |
| 10   | CS    | Michael Owen     | 1979. december 14. (22 éves)   | 35   | Liverpool         |
| 11   | CS    | Emile Heskey     | 1978. január 11. (24 éves)     | 23   | Liverpool         |
| 12   | V     | Wes Brown        | 1979. október 13. (22 éves)    | 5    | Manchester United |
| 13   | K     | Nigel Martyn     | 1966. augusztus 11. (35 éves)  | 22   | Leeds United      |
| 14   | V     | Wayne Bridge     | 1980. augusztus 5. (21 éves)   | 4    | Southampton       |
| 15   | V     | Martin Keown     | 1966. július 24. (35 éves)     | 42   | Arsenal           |
| 16   | V     | Gareth Southgate | 1970. szeptember 3. (31 éves)  | 48   | Middlesbrough     |
| 17   | CS    | Teddy Sheringham | 1966. április 2. (36 éves)     | 46   | Tottenham Hotspur |
| 18   | KP    | Owen Hargreaves  | 1981. január 20. (21 éves)     | 5    | Bayern München    |
| 19   | KP    | Joe Cole         | 1981. november 8. (20 éves)    | 5    | West Ham United   |
| 20   | CS    | Darius Vassell   | 1980. június 13. (21 éves)     | 4    | Aston Villa       |
| 21   | KP    | Nicky Butt       | 1975. január 21. (27 éves)     | 18   | Manchester United |
| 22   | K     | David James      | 1970. augusztus 1. (31 éves)   | 8    | West Ham United   |
| 23   | KP    | Kieron Dyer      | 1978. december 29. (23 éves)   | 9    | Newcastle United  |

### Nigéria
Szövetségi kapitány: Festus Onigbinde
| Szám | Poszt | Név                 | Születési dátum (Kor)         | Vál. | Klub                 |
| ---- | ----- | ------------------- | ----------------------------- | ---- | -------------------- |
| 1    | K     | Ike Shorunmu        | 1967. október 16. (34 éves)   | 34   | Lausanne             |
| 2    | KP    | Joseph Yobo         | 1980. szeptember 6. (21 éves) | 14   | Marseille            |
| 3    | V     | Celestine Babayaro  | 1978. augusztus 29. (23 éves) | 24   | Chelsea              |
| 4    | CS    | Nwankwo Kanu        | 1976. augusztus 1. (25 éves)  | 33   | Arsenal              |
| 5    | V     | Isaac Okoronkwo     | 1978. május 1. (24 éves)      | 12   | Sahtar Doneck        |
| 6    | V     | Taribo West         | 1974. március 26. (28 éves)   | 38   | Kaiserslautern       |
| 7    | CS    | Pius Ikedia         | 1980. július 11. (21 éves)    | 9    | Ajax                 |
| 8    | KP    | Mutiu Adepoju       | 1970. december 22. (31 éves)  | 49   | Salamanca            |
| 9    | CS    | Bartholomew Ogbeche | 1984. október 1. (17 éves)    | 4    | Paris Saint-Germain  |
| 10   | KP    | Jay-Jay Okocha      | 1973. augusztus 14. (28 éves) | 56   | Paris Saint-Germain  |
| 11   | KP    | Garba Lawal         | 1974. május 22. (28 éves)     | 34   | Roda JC              |
| 12   | K     | Austin Ejide        | 1984. április 8. (18 éves)    | 3    | Gabros International |
| 13   | V     | Rabiu Afolabi       | 1980. április 18. (22 éves)   | 5    | Standard Liège       |
| 14   | V     | Ifeanyi Udeze       | 1980. július 21. (21 éves)    | 15   | PAÓK                 |
| 15   | KP    | Justice Christopher | 1981. december 24. (20 éves)  | 7    | Royal Antwerp        |
| 16   | V     | Efe Sodje           | 1972. október 5. (29 éves)    | 7    | Crewe Alexandra      |
| 17   | CS    | Julius Aghahowa     | 1982. február 12. (20 éves)   | 17   | Sahtar Doneck        |
| 18   | CS    | Benedict Akwuegbu   | 1974. november 3. (27 éves)   | 16   | Senjang Haisi        |
| 19   | V     | Eric Ejiofor        | 1979. július 21. (22 éves)    | 12   | Makkabi Haifa        |
| 20   | KP    | James Obiorah       | 1978. augusztus 24. (23 éves) | 2    | Lokomotyiv Moszkva   |
| 21   | CS    | John Utaka          | 1982. január 8. (20 éves)     | 4    | Asz-Szadd            |
| 22   | K     | Vincent Enyeama     | 1982. augusztus 29. (19 éves) | 2    | Enyimba              |
| 23   | CS    | Femi Opabunmi       | 1985. március 3. (17 éves)    | 2    | Ibadan               |

### Svédország
Szövetségi kapitány: Lars Lagerbäck és Tommy Söderberg
| Szám | Poszt | Név                  | Születési dátum (Kor)          | Vál. | Klub           |
| ---- | ----- | -------------------- | ------------------------------ | ---- | -------------- |
| 1    | K     | Magnus Hedman        | 1973. március 19. (29 éves)    | 44   | Coventry City  |
| 2    | V     | Olof Mellberg        | 1977. szeptember 3. (24 éves)  | 21   | Aston Villa    |
| 3    | V     | Patrik Andersson     | 1971. augusztus 18. (30 éves)  | 95   | Barcelona      |
| 4    | V     | Johan Mjällby        | 1971. február 9. (31 éves)     | 35   | Celtic         |
| 5    | V     | Michael Svensson     | 1975. november 25. (26 éves)   | 11   | Troyes         |
| 6    | KP    | Tobias Linderoth     | 1979. április 21. (23 éves)    | 19   | Everton        |
| 7    | KP    | Niclas Alexandersson | 1971. december 29. (30 éves)   | 58   | Everton        |
| 8    | KP    | Anders Svensson      | 1976. július 17. (25 éves)     | 24   | Southampton    |
| 9    | KP    | Fredrik Ljungberg    | 1977. április 16. (25 éves)    | 31   | Arsenal        |
| 10   | CS    | Marcus Allbäck       | 1973. július 5. (28 éves)      | 18   | Heerenveen     |
| 11   | CS    | Henrik Larsson       | 1971. szeptember 20. (30 éves) | 67   | Celtic         |
| 12   | K     | Magnus Kihlstedt     | 1972. február 29. (30 éves)    | 12   | FC København   |
| 13   | V     | Tomas Antonelius     | 1973. május 7. (29 éves)       | 6    | FC København   |
| 14   | V     | Erik Edman           | 1978. november 11. (23 éves)   | 5    | Heerenveen     |
| 15   | V     | Andreas Jakobsson    | 1972. október 6. (29 éves)     | 12   | Hansa Rostock  |
| 16   | V     | Teddy Lučić          | 1973. április 15. (29 éves)    | 41   | AIK            |
| 17   | KP    | Magnus Svensson      | 1969. március 10. (33 éves)    | 24   | Brøndby        |
| 18   | KP    | Mattias Jonson       | 1974. január 16. (28 éves)     | 23   | Brøndby        |
| 19   | KP    | Pontus Farnerud      | 1980. június 4. (21 éves)      | 2    | AS Monaco      |
| 20   | KP    | Daniel Andersson     | 1977. augusztus 27. (24 éves)  | 38   | Venezia        |
| 21   | CS    | Zlatan Ibrahimović   | 1981. október 3. (20 éves)     | 9    | Ajax           |
| 22   | CS    | Andreas Andersson    | 1974. április 10. (28 éves)    | 32   | AIK            |
| 23   | K     | Andreas Isaksson     | 1981. október 3. (20 éves)     | 1    | Djurgårdens IF |

## G csoport

### Horvátország
Szövetségi kapitány: Mirko Jozić
| Szám | Poszt | Név               | Születési dátum (Kor)          | Vál. | Klub             |
| ---- | ----- | ----------------- | ------------------------------ | ---- | ---------------- |
| 1    | K     | Stipe Pletikosa   | 1979. január 8. (23 éves)      | 17   | Hajduk Split     |
| 2    | V     | Anthony Šerić     | 1979. január 15. (23 éves)     | 8    | Hellas Verona    |
| 3    | V     | Josip Šimunić     | 1978. február 18. (24 éves)    | 6    | Hertha BSC       |
| 4    | KP    | Stjepan Tomas     | 1976. március 6. (26 éves)     | 17   | Vicenza          |
| 5    | KP    | Milan Rapaić      | 1973. augusztus 16. (28 éves)  | 23   | Fenerbahçe       |
| 6    | V     | Boris Živković    | 1975. november 15. (26 éves)   | 15   | Bayer Leverkusen |
| 7    | KP    | Davor Vugrinec    | 1975. március 24. (27 éves)    | 21   | Lecce            |
| 8    | KP    | Robert Prosinečki | 1969. január 12. (33 éves)     | 48   | Portsmouth       |
| 9    | CS    | Davor Šuker       | 1968. január 1. (34 éves)      | 68   | 1860 München     |
| 10   | KP    | Niko Kovač        | 1971. október 15. (30 éves)    | 20   | Bayern München   |
| 11   | CS    | Alen Bokšić       | 1970. január 21. (32 éves)     | 36   | Middlesbrough    |
| 12   | K     | Tomislav Butina   | 1974. március 30. (28 éves)    | 7    | Dinamo Zagreb    |
| 13   | KP    | Mario Stanić      | 1972. április 10. (30 éves)    | 43   | Chelsea          |
| 14   | KP    | Zvonimir Soldo    | 1967. november 2. (34 éves)    | 59   | VfB Stuttgart    |
| 15   | V     | Daniel Šarić      | 1972. augusztus 4. (29 éves)   | 25   | Panathinaikósz   |
| 16   | KP    | Jurica Vranješ    | 1980. január 31. (22 éves)     | 7    | Bayer Leverkusen |
| 17   | V     | Robert Jarni      | 1968. október 26. (33 éves)    | 78   | Panathinaikósz   |
| 18   | CS    | Ivica Olić        | 1979. szeptember 14. (22 éves) | 4    | NK Zagreb        |
| 19   | CS    | Goran Vlaović     | 1972. augusztus 7. (29 éves)   | 50   | Panathinaikósz   |
| 20   | V     | Dario Šimić       | 1975. november 12. (26 éves)   | 48   | Internazionale   |
| 21   | V     | Robert Kovač      | 1974. április 6. (28 éves)     | 19   | Bayern München   |
| 22   | CS    | Boško Balaban     | 1978. október 15. (23 éves)    | 13   | Aston Villa      |
| 23   | K     | Vladimir Vasilj   | 1975. július 6. (26 éves)      | 2    | NK Zagreb        |

Jegyzet: a Jugoszláv válogatottságok nincsenek beleszámítva.

### Ecuador
Szövetségi kapitány:  Hernán Darío Gómez
| Szám | Poszt | Név                 | Születési dátum (Kor)          | Vál. | Klub            |
| ---- | ----- | ------------------- | ------------------------------ | ---- | --------------- |
| 1    | K     | José Cevallos       | 1971. április 17. (31 éves)    | 62   | Barcelona SC    |
| 2    | V     | Augusto Porozo      | 1974. április 13. (28 éves)    | 26   | Emelec          |
| 3    | V     | Iván Hurtado        | 1974. augusztus 16. (27 éves)  | 90   | Barcelona SC    |
| 4    | V     | Ulises de la Cruz   | 1974. február 8. (28 éves)     | 52   | Hibernian       |
| 5    | KP    | Alfonso Obregón     | 1972. május 12. (30 éves)      | 40   | LDU Quito       |
| 6    | V     | Raúl Guerrón        | 1976. október 12. (25 éves)    | 23   | Deportivo Quito |
| 7    | KP    | Nicolás Asencio     | 1975. április 26. (27 éves)    | 4    | Barcelona SC    |
| 8    | V     | Luis Gómez          | 1972. április 20. (30 éves)    | 8    | Barcelona SC    |
| 9    | CS    | Iván Kaviedes       | 1977. október 24. (24 éves)    | 26   | Barcelona SC    |
| 10   | KP    | Álex Aguinaga       | 1968. július 9. (33 éves)      | 92   | Necaxa          |
| 11   | CS    | Agustín Delgado     | 1974. december 23. (27 éves)   | 46   | Southampton     |
| 12   | K     | Oswaldo Ibarra      | 1969. szeptember 8. (32 éves)  | 21   | El Nacional     |
| 13   | CS    | Ángel Fernández     | 1971. augusztus 2. (30 éves)   | 68   | El Nacional     |
| 14   | KP    | Juan Carlos Burbano | 1969. február 15. (33 éves)    | 18   | El Nacional     |
| 15   | V     | Marlon Ayoví        | 1971. szeptember 27. (30 éves) | 26   | Deportivo Quito |
| 16   | KP    | Cléber Chalá        | 1971. június 29. (30 éves)     | 64   | El Nacional     |
| 17   | V     | Giovanny Espinoza   | 1977. április 12. (25 éves)    | 19   | Aucas           |
| 18   | KP    | Carlos Tenorio      | 1979. május 14. (23 éves)      | 9    | Deportivo Quito |
| 19   | KP    | Edison Méndez       | 1979. március 16. (23 éves)    | 24   | Deportivo Quito |
| 20   | KP    | Edwin Tenorio       | 1976. június 16. (25 éves)     | 33   | Barcelona SC    |
| 21   | KP    | Wellington Sánchez  | 1974. június 19. (27 éves)     | 35   | Emelec          |
| 22   | K     | Daniel Viteri       | 1981. december 12. (20 éves)   | 0    | Emelec          |
| 23   | V     | Walter Ayoví        | 1979. augusztus 11. (22 éves)  | 2    | Emelec          |

### Olaszország
Szövetségi kapitány: Giovanni Trapattoni
| Szám | Poszt | Név                  | Születési dátum (Kor)          | Vál. | Klub           |
| ---- | ----- | -------------------- | ------------------------------ | ---- | -------------- |
| 1    | K     | Gianluigi Buffon     | 1978. január 28. (24 éves)     | 26   | Juventus       |
| 2    | V     | Christian Panucci    | 1973. április 12. (29 éves)    | 24   | AS Roma        |
| 3    | V     | Paolo Maldini        | 1968. június 26. (33 éves)     | 122  | AC Milan       |
| 4    | KP    | Francesco Coco       | 1977. január 8. (25 éves)      | 13   | Barcelona      |
| 5    | V     | Fabio Cannavaro      | 1973. szeptember 13. (28 éves) | 58   | Parma          |
| 6    | KP    | Cristiano Zanetti    | 1977. április 10. (25 éves)    | 4    | Internazionale |
| 7    | CS    | Alessandro Del Piero | 1974. november 9. (27 éves)    | 49   | Juventus       |
| 8    | KP    | Gennaro Gattuso      | 1978. január 9. (24 éves)      | 13   | AC Milan       |
| 9    | CS    | Filippo Inzaghi      | 1973. augusztus 9. (28 éves)   | 38   | AC Milan       |
| 10   | CS    | Francesco Totti      | 1976. szeptember 27. (25 éves) | 29   | AS Roma        |
| 11   | KP    | Cristiano Doni       | 1973. április 1. (29 éves)     | 3    | Atalanta       |
| 12   | K     | Christian Abbiati    | 1977. július 8. (24 éves)      | 0    | AC Milan       |
| 13   | V     | Alessandro Nesta     | 1976. március 19. (26 éves)    | 43   | Lazio          |
| 14   | KP    | Luigi Di Biagio      | 1971. június 3. (30 éves)      | 28   | Internazionale |
| 15   | V     | Mark Iuliano         | 1973. augusztus 12. (28 éves)  | 16   | Juventus       |
| 16   | KP    | Angelo di Livio      | 1966. július 26. (35 éves)     | 38   | Fiorentina     |
| 17   | KP    | Damiano Tommasi      | 1974. május 17. (28 éves)      | 14   | AS Roma        |
| 18   | CS    | Marco Delvecchio     | 1973. április 7. (29 éves)     | 16   | AS Roma        |
| 19   | KP    | Gianluca Zambrotta   | 1977. február 19. (25 éves)    | 23   | Juventus       |
| 20   | CS    | Vincenzo Montella    | 1974. június 18. (27 éves)     | 14   | AS Roma        |
| 21   | CS    | Christian Vieri      | 1973. július 12. (28 éves)     | 24   | Internazionale |
| 22   | K     | Francesco Toldo      | 1971. december 2. (30 éves)    | 22   | Internazionale |
| 23   | V     | Marco Materazzi      | 1973. augusztus 19. (28 éves)  | 7    | Internazionale |

### Mexikó
Szövetségi kapitány: Javier Aguirre
| Szám | Poszt | Név                 | Születési dátum (Kor)          | Vál. | Klub            |
| ---- | ----- | ------------------- | ------------------------------ | ---- | --------------- |
| 1    | K     | Óscar Pérez         | 1973. február 1. (29 éves)     | 37   | Cruz Azul       |
| 2    | V     | Gabriel de Anda     | 1971. június 5. (30 éves)      | 15   | Pachuca         |
| 3    | KP    | Rafael García       | 1974. augusztus 14. (27 éves)  | 21   | Toluca          |
| 4    | KP    | Rafael Márquez      | 1979. február 13. (23 éves)    | 36   | Monaco          |
| 5    | V     | Manuel Vidrio       | 1972. augusztus 23. (29 éves)  | 27   | Pachuca         |
| 6    | KP    | Gerardo Torrado     | 1979. április 30. (23 éves)    | 28   | Sevilla         |
| 7    | KP    | Ramón Morales       | 1975. október 10. (26 éves)    | 17   | Guadalajara     |
| 8    | KP    | Alberto García Aspe | 1967. május 11. (35 éves)      | 108  | Puebla          |
| 9    | CS    | Jared Borgetti      | 1973. augusztus 14. (28 éves)  | 29   | Santos          |
| 10   | CS    | Cuauhtémoc Blanco   | 1973. január 17. (29 éves)     | 75   | Real Valladolid |
| 11   | KP    | Braulio Luna        | 1974. szeptember 8. (27 éves)  | 15   | Necaxa          |
| 12   | K     | Oswaldo Sánchez     | 1973. szeptember 21. (28 éves) | 22   | Guadalajara     |
| 13   | KP    | Sigifredo Mercado   | 1968. december 21. (33 éves)   | 18   | Atlas           |
| 14   | KP    | Germán Villa        | 1973. április 2. (29 éves)     | 46   | América         |
| 15   | CS    | Luis Hernández      | 1968. december 22. (33 éves)   | 85   | América         |
| 16   | V     | Salvador Carmona    | 1975. augusztus 22. (26 éves)  | 56   | Toluca          |
| 17   | CS    | Francisco Palencia  | 1973. április 28. (29 éves)    | 67   | Espanyol        |
| 18   | KP    | Johan Rodríguez     | 1975. augusztus 15. (26 éves)  | 14   | Santos          |
| 19   | KP    | Gabriel Caballero   | 1971. február 5. (31 éves)     | 5    | Pachuca         |
| 20   | V     | Melvin Brown        | 1979. január 28. (23 éves)     | 8    | Cruz Azul       |
| 21   | CS    | Jesús Arellano      | 1973. május 8. (29 éves)       | 49   | Monterrey       |
| 22   | V     | Alberto Rodríguez   | 1974. április 1. (28 éves)     | 13   | Pachuca         |
| 23   | K     | Jorge Campos        | 1966. október 15. (35 éves)    | 123  | Pumas UNAM      |

## H csoport

### Belgium
Szövetségi kapitány: Robert Waseige
| Szám | Poszt | Név                    | Születési dátum (Kor)          | Vál. | Klub           |
| ---- | ----- | ---------------------- | ------------------------------ | ---- | -------------- |
| 1    | K     | Geert De Vlieger       | 1971. október 16. (30 éves)    | 25   | Willem II      |
| 2    | V     | Éric Deflandre         | 1973. augusztus 2. (28 éves)   | 41   | Lyon           |
| 3    | V     | Glen De Boeck          | 1971. augusztus 22. (30 éves)  | 33   | Anderlecht     |
| 4    | V     | Eric Van Meir          | 1968. február 28. (34 éves)    | 32   | Standard Liège |
| 5    | V     | Nico Van Kerckhoven    | 1970. december 14. (31 éves)   | 40   | Schalke 04     |
| 6    | KP    | Timmy Simons           | 1976. december 11. (25 éves)   | 12   | Club Brugge    |
| 7    | CS    | Marc Wilmots           | 1969. február 22. (33 éves)    | 66   | Schalke 04     |
| 8    | KP    | Bart Goor              | 1973. április 9. (29 éves)     | 38   | Hertha BSC     |
| 9    | CS    | Wesley Sonck           | 1978. augusztus 9. (23 éves)   | 12   | Racing Genk    |
| 10   | KP    | Johan Walem            | 1972. február 1. (30 éves)     | 33   | Standard Liège |
| 11   | KP    | Gert Verheyen          | 1970. szeptember 20. (31 éves) | 46   | Club Brugge    |
| 12   | V     | Peter Van Der Heyden   | 1976. július 16. (25 éves)     | 4    | Club Brugge    |
| 13   | K     | Franky Vandendriessche | 1971. április 7. (31 éves)     | 0    | Mouscron       |
| 14   | KP    | Sven Vermant           | 1973. április 4. (29 éves)     | 12   | Schalke 04     |
| 15   | V     | Jacky Peeters          | 1969. december 13. (32 éves)   | 13   | KAA Gent       |
| 16   | V     | Daniel Van Buyten      | 1978. február 7. (24 éves)     | 7    | Marseille      |
| 17   | KP    | Gaëtan Englebert       | 1976. június 11. (25 éves)     | 4    | Club Brugge    |
| 18   | KP    | Yves Vanderhaeghe      | 1970. január 30. (32 éves)     | 30   | Anderlecht     |
| 19   | KP    | Bernd Thijs            | 1978. június 28. (23 éves)     | 2    | Racing Genk    |
| 20   | CS    | Branko Strupar         | 1970. február 9. (32 éves)     | 14   | Derby County   |
| 21   | KP    | Danny Boffin           | 1965. július 10. (36 éves)     | 52   | St. Truiden    |
| 22   | CS    | Mbo Mpenza             | 1976. december 4. (25 éves)    | 26   | Mouscron       |
| 23   | K     | Frédéric Herpoel       | 1974. augusztus 16. (27 éves)  | 7    | Gent           |

### Japán
Szövetségi kapitány:  Philippe Troussier
| Szám | Poszt | Név                | Születési dátum (Kor)          | Vál. | Klub                |
| ---- | ----- | ------------------ | ------------------------------ | ---- | ------------------- |
| 1    | K     | Kavagucsi Josikacu | 1975. augusztus 15. (26 éves)  | 43   | Portsmouth          |
| 2    | V     | Akita Jutaka       | 1970. augusztus 6. (31 éves)   | 38   | Kasima Antlers      |
| 3    | V     | Macuda Naoki       | 1977. március 14. (25 éves)    | 24   | Jokohama F. Marinos |
| 4    | V     | Morioka Rjúzó      | 1975. október 7. (26 éves)     | 32   | Simizu S-Pulse      |
| 5    | KP    | Inamoto Dzsunicsi  | 1979. szeptember 18. (22 éves) | 22   | Arsenal             |
| 6    | V     | Hattori Tosihiro   | 1973. szeptember 23. (28 éves) | 35   | Júbilo Ivata        |
| 7    | KP    | Nakata Hidetosi    | 1977. január 22. (25 éves)     | 39   | Parma               |
| 8    | KP    | Morisima Hiroaki   | 1972. április 30. (30 éves)    | 57   | Cerezo Oszaka       |
| 9    | CS    | Nisizava Akinori   | 1976. június 18. (25 éves)     | 24   | Cerezo Oszaka       |
| 10   | CS    | Nakajama Maszasi   | 1967. szeptember 23. (34 éves) | 47   | Júbilo Ivata        |
| 11   | CS    | Szuzuki Takajuki   | 1976. június 5. (25 éves)      | 10   | Kasima Antlers      |
| 12   | K     | Narazaki Szeigó    | 1976. április 15. (26 éves)    | 15   | Nagoja Grampus      |
| 13   | CS    | Janagiszava Acusi  | 1977. május 27. (25 éves)      | 22   | Kasima Antlers      |
| 14   | KP    | Alessandro Santos  | 1977. július 20. (24 éves)     | 0    | Simizu S-Pulse      |
| 15   | KP    | Fukunisi Takasi    | 1976. szeptember 1. (25 éves)  | 5    | Júbilo Ivata        |
| 16   | V     | Nakata Kódzsi      | 1979. július 9. (22 éves)      | 20   | Kasima Antlers      |
| 17   | V     | Mijamoto Cunejaszu | 1977. február 7. (25 éves)     | 5    | Gamba Oszaka        |
| 18   | KP    | Ono Sindzsi        | 1979. szeptember 27. (22 éves) | 21   | Feyenoord           |
| 19   | KP    | Ogaszavara Micuo   | 1979. április 5. (23 éves)     | 0    | Kasima Antlers      |
| 20   | KP    | Mjódzsin Tomokazu  | 1978. január 24. (24 éves)     | 16   | Kasiva Reysol       |
| 21   | KP    | Toda Kazujuki      | 1977. december 30. (24 éves)   | 10   | Simizu S-Pulse      |
| 22   | KP    | Icsikava Daiszuke  | 1980. május 14. (22 éves)      | 1    | Simizu S-Pulse      |
| 23   | K     | Szogahata Hitosi   | 1979. augusztus 2. (22 éves)   | 1    | Kasima Antlers      |

### Oroszország
Szövetségi kapitány: Oleg Romancev
| Szám | Poszt | Név                      | Születési dátum (Kor)          | Vál. | Klub                     |
| ---- | ----- | ------------------------ | ------------------------------ | ---- | ------------------------ |
| 1    | K     | Ruszlan Nyigmatullin     | 1974. október 7. (27 éves)     | 20   | Hellas Verona            |
| 2    | V     | Jurij Kovtun             | 1970. január 5. (32 éves)      | 44   | Szpartak Moszkva         |
| 3    | V     | Jurij Nyikoforov         | 1970. szeptember 16. (31 éves) | 56   | PSV Eindhoven            |
| 4    | KP    | Alekszej Szmertyin       | 1975. május 1. (27 éves)       | 26   | Girondins Bordeaux       |
| 5    | V     | Andrej Szolomatyin       | 1975. szeptember 9. (26 éves)  | 5    | CSZKA Moszkva            |
| 6    | KP    | Igor Szemsov             | 1978. április 6. (24 éves)     | 2    | Torpedo Moszkva          |
| 7    | V     | Viktor Onopko            | 1969. október 14. (32 éves)    | 97   | Real Oviedo              |
| 8    | KP    | Valerij Karpin           | 1969. február 2. (33 éves)     | 69   | Celta Vigo               |
| 9    | KP    | Jegor Tyitov             | 1976. május 29. (26 éves)      | 33   | Szpartak Moszkva         |
| 10   | KP    | Alekszandr Mosztovoj     | 1968. augusztus 22. (33 éves)  | 59   | Celta Vigo               |
| 11   | CS    | Vlagyimir Beszcsasztnih  | 1974. április 1. (28 éves)     | 64   | Szpartak Moszkva         |
| 12   | K     | Sztanyiszlav Csercseszov | 1963. szeptember 2. (38 éves)  | 49   | FC Tirol Innsbruck       |
| 13   | V     | Vjacseszlav Dajev        | 1972. szeptember 6. (29 éves)  | 7    | CSZKA Moszkva            |
| 14   | V     | Igor Csugajnov           | 1970. április 6. (32 éves)     | 30   | Uralan Eliszta           |
| 15   | KP    | Dmitrij Alenyicsev       | 1972. október 20. (29 éves)    | 43   | FC Porto                 |
| 16   | CS    | Alekszandr Kerzsakov     | 1982. november 27. (19 éves)   | 3    | Zenyit Szankt-Petyerburg |
| 17   | KP    | Szergej Szemak           | 1976. február 27. (26 éves)    | 30   | CSZKA Moszkva            |
| 18   | V     | Dmitrij Szennyikov       | 1976. június 24. (25 éves)     | 4    | Lokomotyiv Moszkva       |
| 19   | CS    | Ruszlan Pimenov          | 1981. november 25. (20 éves)   | 1    | Lokomotyiv Moszkva       |
| 20   | KP    | Marat Izmajlov           | 1982. szeptember 21. (19 éves) | 8    | Lokomotyiv Moszkva       |
| 21   | KP    | Dmitrij Hohlov           | 1975. december 22. (26 éves)   | 38   | Real Sociedad            |
| 22   | CS    | Dmitrij Szicsov          | 1983. október 26. (18 éves)    | 3    | Szpartak Moszkva         |
| 23   | K     | Alekszandr Filimonov     | 1973. október 15. (28 éves)    | 16   | Uralan Eliszta           |

Jegyzet: a szovjet, a FÁK és az orosz válogatottságokat is tartalmazza.

### Tunézia
Szövetségi kapitány: Amár Szúaja
| Szám | Poszt | Név             | Születési dátum (Kor)         | Vál. | Klub            |
| ---- | ----- | --------------- | ----------------------------- | ---- | --------------- |
| 1    | K     | Ali Bumnizsel   | 1966. április 13. (36 éves)   | 14   | Bastia          |
| 2    | V     | Háled Badra     | 1973. április 8. (29 éves)    | 72   | Espérance       |
| 3    | KP    | Zubír Baja      | 1971. május 15. (31 éves)     | 77   | Beşiktaş        |
| 4    | V     | Mohamed Mkaser  | 1975. május 25. (27 éves)     | 15   | Étoile du Sahel |
| 5    | CS    | Zíád Dzsazírí   | 1978. július 12. (23 éves)    | 26   | Étoile du Sahel |
| 6    | V     | Hátem Trabelszí | 1977. január 25. (25 éves)    | 27   | Ajax            |
| 7    | KP    | Amád Mhedzebí   | 1976. március 22. (26 éves)   | 30   | Genoa           |
| 8    | KP    | Haszán Kábszí   | 1974. február 23. (28 éves)   | 48   | Genoa           |
| 9    | CS    | Ríád Dzsalászí  | 1971. július 7. (30 éves)     | 20   | Club Africain   |
| 10   | KP    | Kajsz Godbán    | 1976. január 7. (26 éves)     | 62   | Étoile du Sahel |
| 11   | CS    | Adel Szelímí    | 1972. november 16. (29 éves)  | 64   | Freiburg        |
| 12   | V     | Rúúf Búzján     | 1970. augusztus 16. (31 éves) | 39   | Genoa           |
| 13   | KP    | Ríád Búazízí    | 1973. április 8. (29 éves)    | 47   | Bursaspor       |
| 14   | V     | Hamdí Marzúkí   | 1977. január 23. (25 éves)    | 7    | Club Africain   |
| 15   | V     | Radi Zsaidi     | 1975. augusztus 30. (26 éves) | 40   | Espérance       |
| 16   | K     | Haszen Bedzsáúj | 1976. február 14. (26 éves)   | 2    | CA Bizertin     |
| 17   | V     | Tárek Szábet    | 1971. augusztus 16. (30 éves) | 70   | Espérance       |
| 18   | KP    | Szelím Benasúr  | 1981. szeptember 8. (20 éves) | 3    | Martigues       |
| 19   | V     | Ámír Mkademí    | 1978. augusztus 20. (23 éves) | 9    | Étoile du Sahel |
| 20   | CS    | Alí Zitúní      | 1981. január 11. (21 éves)    | 23   | Espérance       |
| 21   | KP    | Murád Málkí     | 1975. május 9. (27 éves)      | 11   | Espérance       |
| 22   | K     | Áhmed Dzsuásí   | 1975. július 13. (26 éves)    | 0    | US Monastir     |
| 23   | V     | José Clayton    | 1974. március 21. (28 éves)   | 12   | Espérance       |